# Tristromaviridae
Tristromaviridae (Tristomaviren) ist die Bezeichnung einer Familie von Viren mit derzeit (Stand Mitte März 2021) einer einzigen vom International Committee on Taxonomy of Viruses (ICTV) offiziell bestätigten Gattung Alphatristromavirus (früher zu Alphalipothrixvirus, in Familie Lipothrixviridae)
Die Mitglieder der Gattung Alphatristromavirus sind längliche, behüllte Viren mit einer doppelsträngigen DNA (dsDNA) als Genom.
Als natürliche Wirte dienen die thermophilen Archaeen der Gattungen Thermoproteus (etwa Thermoproteus tenax) und Pyrobaculum, beide in der Familie Thermoproteaceae der Crenarchaeota und sind als thermophile Organismen an heißen vulkanischen Quellen und Geysiren zu finden.
Derzeit gibt es nur zwei bestätigte Spezies (Arten) in dieser Gattung: Thermoproteus tenax virus 1 (TTV1) und die Typusart Pyrobaculum filamentous virus 1 (PFV1). Ein weiteres vorgeschlagenes Mitglied der Familie (wenn nicht der Gattung) ist „Pyrobaculum filamentous virus 2“ (PFV2).
Die Bezeichnung Tristroma leitet sich ab aus dem Griechischen, „tria“ für drei und „stroma“ für Schicht.

## Beschreibung

### Morphologie

Schemazeichnung eines Virions der Gattung Alphatristromavirus im Querschnitt

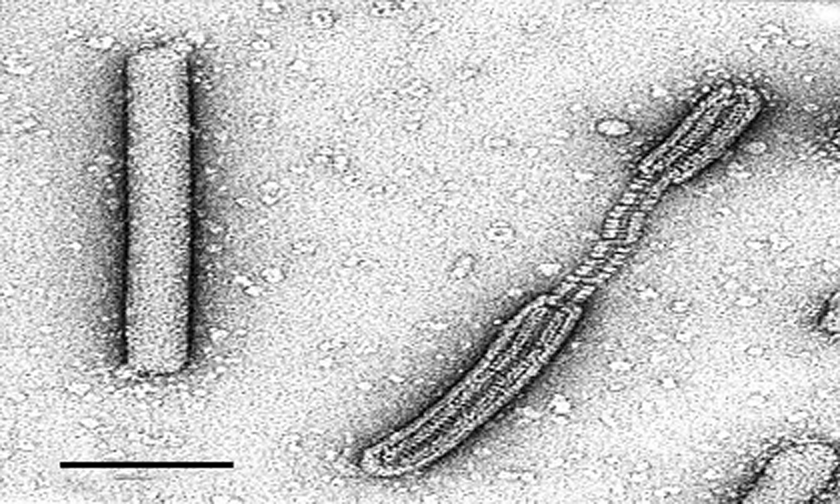
EM-Aufnahme intakter und teilweise zerfallener TTV1-Virionen (Gattung Alphatristromavirus), Hülle und Kern zeigend. Balken 100 nm.

Die Virusteilchen (Virionen) der Gattung Alphatristromavirus sind umhüllt und erscheinen unter dem Elektronenmikroskop als gerade, nicht-flexible Stäbchen. Der Durchmesser beträgt etwa 38 nm bei einer Länge von etwa 410 nm. An beiden Enden befinden sich asymmetrische Verdickungen.
Ein Virusteilchen von Thermoproteus-Tenax-Virus 1 (TTV-1) hat eine Molare Masse von etwa 3,3 x 108 Da und zeigt bei Dichtegradientenzentrifugation in Cäsiumchlorid eine Dichte von 1,25 g/cm³. Sie sind bei 100 °C noch vollständig stabil, nach Autoklavierung bei 120 °C ist stets ein Teil der Viren noch vermehrungsfähig.

### Genom
Das Genom ist unsegmentiert (monopartit) und besteht aus einem linearen Doppelstrang-DNA-Molekül mit einer Länge von etwa 15,9 kbp (Kilobasenpaaren).

### Proteine
Das TTV1-Virion enthält vier viruskodierte Proteine, TP1–4 (alias VP1–4).
Zwei an den DNA-Strang gebundene Strukturproteine (TP1 und TP2) bilden ein helikales Kapsid, das von einer lipidhaltigen Virushülle umschlossen wird. Diese Hülle besteht – abweichend von normalen zellulären Lipiden – vorwiegend aus Glycerol-Tetraether-Lipiden, wie sie auch in der besonderen Zellmembran der Archaeen zu finden sind. Die Phosphatreste dieser Phospholipide sind nach innen gerichtet, während die Glycosylreste die Außenseite der Virushülle bilden. In die Hülle ist zusätzlich das virale Hüllprotein TP3 eingelagert. Ein zusätzliches aber nicht genauer lokalisiertes Strukturprotein TP4 befindet sich im Virion.
Die Proteine weisen keine Sequenzähnlichkeit zu Strukturproteinen von Viren aus anderen zum Entdeckungszeitpunkt bekannten Familien, einschließlich Lipothrixviren, auf. Das Nukleokapsidprotein TP1 hat sich offenbar aus einer Cas4-Endonuklease entwickelt, einer konservierten Komponente der adaptiven CRISPR-Cas-Immunität, was den ersten beschriebenen Fall einer Exaptation eines Enzyms für die Funktion eines Viruskapsidproteins darstellt.
Mittels Kryo-EM wurde die hochaufgelöste Struktur der Virionen für „Pyrobaculum filamentous virus 2“ (PFV2) bestimmt, ein Virus, das eng mit der Tupusspezies PFV1 verwandt ist.
Die Struktur zeigte, dass das Nukleokapsid aus zwei Hauptkapsidproteinen (englisch major capsid proteins, MCP1 und MCP2) gebildet wird.
MCP1 und MCP2 bilden ein Heterodimer, das sich um das lineare dsDNA-Genom wickelt und es in die A-Form umwandelt.
Die Interaktion zwischen dem Genom und den MCPs bewirkt die Kondensation des Genoms zu einer Superhelix im Virion.
Das helikale Nukleokapsid ist von einer Lipidhülle umgeben und enthält weitere Virus-Proteine, wobei VP3 am häufigsten vorkommt.
Die Faltung der MCPs sowie die Organisation der Virionen von Tristromaviren ähneln denen von Mitgliedern der Familien Rudiviridae
und Lipothrixviridae,
die zusammen die Ordnung Ligamenvirales bilden.

## Reproduktionszyklus
Die virale Replikation erfolgt im Zytoplasma der Wirtszelle.
Der Eintritt in die Wirtszelle erfolgt durch Adsorption.
Die Transkription benutzt das dsDNA-Genom des Virus als Vorlage (en. DNA-templated transkription).
Als natürliche Wirte dienen hyperthermophile und neutrophile Archaeen der Gattungen Thermoproteus und Pyrobaculum (Familie Thermoproteaceae).
Die Virionen werden durch Lyse freigesetzt.
Die Übertragung erfolgt durch passive Diffusion.

## Systematik
Die Gattung wurde früher in die Familie Lipothrixviridae der Ordnung Ligamenvirales eingeordnet.
Aufgrund nicht ausreichender Sequenzähnlichkeit von TTV1 und PFV1 zu anderen Mitgliedern der Lipothrixviridae
Aufgrund nicht-übereinstimmender Genomsequenz von TTV1 und PFV1 zu den anderen Mitgliedern der Lipothrixviridae wurde die Gattung Alphalipothrixvirus vom ICTV in Alphatristromavirus umbenannt und in die neue Familie Tristromaviridae verschoben.
Wegen der oben erwähnten strukturellen Ähnlichkeiten wurde jedoch inzwischen vorgeschlagen, die Ordnung Ligamenvirales und die Familie Tristromaviridae in einer Klasse „Tokiviricetes“ zu vereinen (toki bedeutet „Faden“ auf Georgisch und -viricetes ist das offizielle Suffix für Virusklassen).
Systematik nach ICTV, ergänzt nach  NCBI (Stand Anfang März 2025):
Gruppe: dsDNA

- Klasse: Tokiviricetes
  - Ordnung: Primavirales
    - Familie: Tristromaviridae[17]
      - Gattung: Alphatristromavirus (abgespaltet von Alphalipothrixvirus)
        - Spezies Alphatristromavirus pozzuoliense (früher Alphatristomavirus PFV1), mit Pyrobaculum filamentous virus 1 (PFV-1  bzw. PFV1), ehehm. Typusart
        - Spezies Alphatristromavirus puteoliense (früher Alphatristtomavirus PFV2), mit Pyrobaculum filamentous virus 2 (PFV-2 bzw. PFV2)[18]

      - Gattung: Betatristromavirus (abgespaltet von Alphatristromavirus)
        - Spezies Betatristromavirus kraflaense (früher Betatristromavirus TTV1), mit Thermoproteus tenax virus 1 (TTV-1 bzw. TTV1)
          - Subtyp Thermoproteus-tenax-Virus 1 Stamm KRA1 (engl. Thermoproteus tenax virus 1 strain KRA1)
          - Subtyp Thermoproteus-tenax-Virus 1 Stamm VT3 (engl. Thermoproteus tenax virus 1 strain VT3)